# Битка при Сесеня
Битката при Сесеня е неуспешно републиканско-съветско нападение срещу националистическата крепост Сесеня, близо до Толедо, на 30 км южно от Мадрид през октомври 1936 г. по време на Гражданската война в Испания.
След падането на Талавера де ла Рейна и Толедо през септември 1936 г., националистическите войски настъпват към Мадрид и през октомври са на 30 км от града. Републиканското правителство, което получава нови съветски оръжия, решава да започне контраофанзива, за да спре националистите при Сесеня. Атаката се проваля и националистите подновяват настъплението си към Мадрид. Битката е забележителна с това, че за първи път се наблюдава масирана танкова битка в Испанската война и с използването от националистическите войски на коктейли Молотов срещу съветските танкове Т-26.

## Битката
На 29 октомври 1936 г. Испанската републиканска армия започва атака срещу държания от националистите град Сесеня. Републиканците атакуват със сила от 15 танка Т-26, въоръжени с 45-милиметрово оръдие, водени от литовски специалист по танкове, капитан Пол Арман, и от съветски войски с испански артилеристи, и 1-ва смесена бригада, новосъздадена бригада, ръководена от Енрике Листер. Срещу тях националистите притежават кавалерия, водена от полковник Итуарте, марокански редовни войници и няколко италиански танкети. Съветските танкове се събират заедно за шокова атака и навлизат в Сесеня. Арман твърди, че съветските танкове са унищожили два пехотни батальона, два кавалерийски ескадрона, десет 75 мм оръдия, две танкети и 20-30 камиона. Танковете пресичат Сесеня и достигат Ескивиас, въпреки това смесената бригада на Листер така и не влиза в града и танковите сили трябва да се оттеглят. Михаил Колцов, съветски журналист в Сесеня казва: „Листер... обясни с гримаса на лицето си, че неговите части са се движели добре в началото, но след 1 500 метра са се почувствали уморени...“ Освен това националистите успяват да унищожат три съветски танка и да повредят още три с коктейли Молотов и артилерийски огън. Четирима съветски и четирима републикански испански танкисти са убити в битка, а други шестима ранени. Същият ден републиканската армия, водена от полковник Илдефонсо Пучдендолас, предприема нова атака срещу близкия град Илескас, но тя е отбита. Пучдендолас е убит от собствените си войници, когато се опитва да предотврати дезертьорство.

## Последици
Атаката се проваля, тъй като испанската републиканска пехота няма подготовка за битка с танкове, но съветските танкове се оказват ефективни. Според авторът Томас един съветски танк е унищожил 11 италиански танкети. Същия ден ескадрила съветски бомбардировачи Катюшка нападат Севиля. Поради пристигането на съветските оръжия, нацистка Германия решава да увеличи помощта си за националистите и да организира Легион „Кондор“.
Националистите подновяват офанзивата си, Хетафе (на 13 км южно от Мадрид) пада на 4 ноември, а на 8 ноември националистите започват фронталната си атака на Мадрид. Въпреки това, Емилио Мола решава да оттегли част от войските си от атаката на Мадрид, за да подсили фланговете от страх от нова танкова битка.